# Magnetyczny dichroizm kołowy
Magnetyczny dichroizm kołowy, MCD, jest to zjawisko różnicowej absorpcji promieniowania elektromagnetycznego spolaryzowanego kołowo w prawo i w lewo przez próbkę (niekoniecznie chiralną) umieszczoną w polu magnetycznym. Efekt ten jest zbliżony w praktyce do zwykłego dichroizmu kołowego, choć różni się znacznie naturą fizyczną. 
W praktyce, najczęściej wykorzystuje się magnetyczny dichroizm kołowy w zakresie promieniowania rentgenowskiego (X-ray magnetic circular dichroism, XMCD), który stosuje się do charakterystyki metali przejściowych i ich stopów. Pewne zastosowanie ma również magnetyczny dichroizm kołowy w zakresie promieniowania UV/VIS, który między innymi znajduje zastosowanie w badaniu zawartości tryptofanu w białkach.
Zjawiskiem pokrewnym do magnetycznego dichroizmu kołowego jest efekt Faradaya, czyli skręcalność optyczna indukowana polem magnetycznym.